# Dead Star/In Your World
Singles de Muse
Hyper Music/Feeling Good
(2001) Stockholm Syndrome
(2003)
Dead Star/In Your World est un double-single du groupe britannique Muse, destiné à promouvoir la sortie de leur première compilation, Hullabaloo, parue en juillet 2002. Les titres sont en versions live sur l'album Hullabaloo.
D'une longueur plus courte que la plupart des précédentes chansons du groupe, ces deux faces-A reçurent de ce fait des passages fréquents à la radio.

## Autour des morceaux
Écrits tous deux après les attentats du 11 septembre 2001, les morceaux sont en somme la réaction de Matthew Bellamy, principal compositeur du groupe, à ces attaques :
« Nous étions coincés à Boston à ce moment-là, quand nous avons enregistré ces chansons. Quelque part, [Dead Star] est à propos de l'hystérie collective qui s'est alors emparée des foules, chacun pointant du doigt son prochain alors qu'ils auraient dû se juger eux-mêmes ».
In Your World semble tirer son inspiration de la Toccata et fugue en ré mineur de Bach (à l'instar de Plug In Baby), tandis que le riff peut faire penser au Shut Up Stand Up des Beatsteaks ou Drain You de Nirvana. Parallèlement, et d'une manière beaucoup plus fortuite, le riff d'introduction ressemble étrangement à une partie de la musique du niveau 5 de Castlevania, un jeu vidéo sorti à la fin des années 1980.

## Liste des pistes et formats
Sauf mention contraire, toutes les chansons sont de Matthew Bellamy.
| 1. | Dead Star     | 3 min 43 s |
| 2. | In Your World | 2 min 37 s |

| 1. | Dead Star         | 3 min 43 s |
| 2. | In Your World     | 2 min 37 s |
| 3. | Futurism          | 3 min 22 s |
| 4. | Dead Star (vidéo) | 3 min 25 s |

| 1. | In Your World                           | 2 min 37 s |
| 2. | Dead Star                               | 3 min 43 s |
| 3. | Can't Take My Eyes Off You (Bob Gaudio) | 3 min 34 s |
| 4. | In Your World (vidéo)                   | 2 min 36 s |

| 1. | Dead Star                               | 3 min 43 s |
| 2. | In Your World                           | 2 min 37 s |
| 3. | Futurism                                | 3 min 22 s |
| 4. | Can't Take My Eyes Off You (Bob Gaudio) | 3 min 34 s |
| 5. | Dead Star (version instrumental)        | 3 min 25 s |
| 6. | Dead Star (vidéo)                       | 3 min 25 s |
| 7. | In Your World (vidéo)                   | 2 min 36 s |

| 1. | Dead Star                               | 3 min 43 s |
| 2. | In Your World                           | 2 min 37 s |
| 3. | Can't Take My Eyes Off You (Bob Gaudio) | 3 min 34 s |
| 4. | In Your World (version live)            |            |
| 5. | Dead Star (version live)                |            |